# ソフト&ハード
『ソフト & ハード』（Soft and Hard）は、ジャン＝リュック・ゴダールとアンヌ＝マリー・ミエヴィルの共同監督による1986年のフランス・イギリス合作のドキュメンタリー映画である。

## 概要
「ハードな話題をソフトに語る Soft Talk, Hard Subject」をテーマに、スイス・レマン湖畔のヴォー州ロールの自宅で、ゴダールとミエヴィルのふたりが、日常生活のさまざまな動作をしながら、さまざまな話題について語る。そこへハリウッドの古典映画やテレビの番組、ニュース写真が挿入され、文字が挿入されるという作品である。イギリスのテレビ局チャンネル4の依頼で製作された。
撮影のピエール・バンジェリは、『二人の子どもフランス漫遊記』（1977年 - 1978年）や『ウディ・アレン会見』（1986年）などゴダールのビデオ作品に欠かせない人物。コリン・マッケイブは、のちに『ゴダール伝』（訳堀潤之、みすず書房、2007年6月9日、ISBN 4622072599）を著すイギリスの英文学者・批評家。また、プロデューサーのトニー・カークホープは、製作会社「デプトフォード・ビーチ・プロダクションズ」社を率い、1990年からはキューバ出身の映画作家の妻エヴァ・ター・カークホープとともに「ラテン・アメリカ映画祭」をロンドンで主催していたが、1997年に死去、映画祭は妻がその遺志を引き継いだ。

## 作品データ
カラー作品（ビデオ） / 上映時間 52分 / 上映サイズ1:1.37（スタンダード・サイズ）

## スタッフ・キャスト
- 監督　ジャン＝リュック・ゴダール、アンヌ＝マリー・ミエヴィル
- 脚本　ジャン＝リュック・ゴダール、アンヌ＝マリー・ミエヴィル
- 出演　ジャン＝リュック・ゴダール、アンヌ＝マリー・ミエヴィル
- 撮影　ピエール・バンジェリ
- 編集　ジャン＝リュック・ゴダール、アンヌ＝マリー・ミエヴィル
- 協力[1]　コリン・マッケイブ
- 製作　トニー・カークホープ
- 製作会社　デプトフォード・ビーチ・プロダクションズ（ロンドン）、JLGフィルム（パリ）

## 註
1. ↑  作品の末尾のカットタイトルには「協力」ではなく、「友人 Friend」とクレジットされているが、意味をとってここでは「協力」とした。